# Alfred Cornu

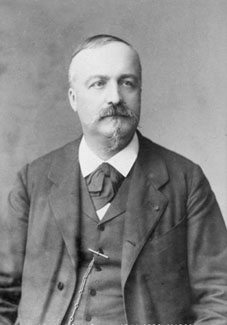
Alfred Cornu

Marie Alfred Cornu (* 6. März 1841 in Orléans; † 12. April 1902 in Romorantin-Lanthenay) war ein französischer Physiker.

## Leben
Cornu studierte an der École polytechnique und an der École des Mines. 1867 wurde er Professor für Experimentalphysik an der École Polytechnique. 1878 wurde ihm die Rumford-Medaille der britischen Royal Society, deren auswärtiges Mitglied er 1884 wurde, verliehen. 1878 wurde er zum Mitglied der französischen Akademie der Wissenschaft ernannt und 1895 zu ihrem Präsidenten gewählt. Ebenfalls 1895 wurde er in die American Academy of Arts and Sciences gewählt, 1901 in die National Academy of Sciences. Ab 1888 war er korrespondierendes Mitglied der Russischen Akademie der Wissenschaften in Sankt Petersburg und ab 1892 assoziiertes Mitglied der Académie royale des Sciences, des Lettres et des Beaux-Arts de Belgique.

## Wissenschaftliche Leistungen
Cornu wiederholte und verbesserte Messungen zur Bestimmung der Gravitationskonstante und der Lichtgeschwindigkeit (mit der Fizeau-Methode).
Cornu hat auch eine gewisse Bedeutung bei der Erforschung der Ozonschicht, da er 1878 entdeckte, dass das auf der Erdoberfläche messbare Sonnenspektrum unterhalb 300 nm abbricht.
Nach ihm ist die Cornu-Spirale (auch Klotoide genannt) benannt.